# 김익희의 묘
김익희의 묘(金益熙의墓)는 대전광역시 유성구에 있는 조선시대의 무덤이다. 1989년 3월 18일 대전광역시의 기념물 제5호로 지정되었다.

## 개요
조선 후기의 문신인 창주(滄州) 김익희(1610∼1656) 선생의 묘소이다.
인조 11년(1633) 문과에 급제하여 부정자에 등용된 뒤 여러 관직을 거쳐 판서에까지 올랐다. 1636년에 병자호란이 발생하자 척화론자로서 청나라와의 평화를 반대하며 남한산성에서 독전어사(督戰御使)로 활약하였다. 선생이 돌아가신 뒤 조정에서는 선생의 관직을 영의정으로 높여주었다.
대전 대덕연구단지내 국립중앙과학관 뒤쪽 야산에 위치한 묘역은 선생과 부인의 묘를 비롯하여 그 일가의 묘역으로 조성되었다. 묘의 왼쪽에는 비석이, 그 앞에는 신도비(神道碑:왕이나 고관 등의 평생업적을 기리기 위해 무덤 근처 길가에 세운 비)가 세워져 있는데, 글은 송시열이 짓고 글씨는 김진규와 김수증이 쓴 것이다.

## 같이 보기
- 김익희

## 참고 자료
- 김익희의묘 - 국가유산청 국가유산포털